# Josep Colominas i Roca
Josep Colominas i Roca (Barcelona, 1883 – ibíd., 1958) fou un arqueòleg i geòleg català.
Participà en la creació de l'Escola Catalana d'Arqueologia i contribuí a la formació del Museu Arqueològic de Barcelona del qual en fou director. Realitzà campanyes arqueològiques pels Països Catalans i publicà llibres sobre arqueologia i folklore.

## Biografia
Geòleg de formació, fou un dels creadors de l'Escola Catalana d'Arqueologia. El 1915 ingressà en el Servei d'Investigacions Arqueològiques de la Diputació de Barcelona com a col·laborador de Pere Bosch i Gimpera, i assistí als seus cursets d'arqueologia i a cursets de Josep Puig i Cadafalch als Estudis Universitaris Catalans.
Fou membre del servei d'investigacions arqueològiques de l'Institut d'Estudis Catalans, excavà les coves eneolítiques d'Os de Balaguer, Tartareu, Tragó de Noguera i Montserrat, on descobrí una facies cultural pràcticament desconeguda, la de la ceràmica cardial; la necròpoli hallstàttica de can Misser, de Terrassa; i els poblats ibèrics del Mor, Fogonussa i Sidamon; com també Olèrdola i la necròpoli paleocristiana de Tarragona; feu nombrosos treballs a Calaceit i al seu voltant; al Maestrat explorà el barranc de la Valltorta i les seves pintures rupestres. Des del 1915 al 1920 fou comissionat per l'Institut d'Estudis Catalans per realitzar excavacions arqueològiques en una sèrie de jaciments prehistòrics a Mallorca, destacant els del municipi de Llucmajor: Poblat talaiòtic de Capocorb Vell, Poblat talaiòtic des Pedregar, Poblat de Son Julià, Cova de Son Julià, etc.; al municipi de Ses Salines: Els Antigors; i al municipi de Santa Eugènia: Es Mitjà Gran, Vernissa, Santueri. Els resultats d'aquestes investigacions li permeteren elaborar una primera sistematització de la prehistòria de Mallorca. El 1959 s'inaugurà un monòlit en honor seu al poblat talaiòtic de Capocorb Vell. Contribuí a la formació del Museu Arqueològic de Barcelona, del qual fou conservador.

## Fons personal
Part del seu fons personal es conserva a l'Arxiu Fotogràfic de Barcelona. El fons aplega fotografies de vistes de Barcelona i altres poblacions de Catalunya. La seva formació com a arqueòleg i geògraf el feu un gran coneixedor del territori català.